# Tetrastemma armatum
Tetrastemma armatum är en djurart som tillhör fylumet slemmaskar, och. Tetrastemma armatum ingår i släktet Tetrastemma och familjen Tetrastemmatidae. Inga underarter finns listade i Catalogue of Life.